# Вердаска, Диогу
Диогу Соуса Вердаска (род. 26 октября 1996, Порту или Гимарайнш) — португальский футболист. Защитник. Выступает за азербайджанский клуб «Кяпаз».

## Карьера
Родился 26 октября 1996 года в Порту.
Играл в чемпионате Израиля, чемпионате Польши, Второй лиге Португалии, Втором дивизионе Испании.
Играл в Юношеской лиге УЕФА.
18 сентября 2024 года подписал контракт с клубом «Кяпаз». Контракт действует до 30 июня 2025 года.